# Maddock
Maddock è un centro abitato (city) degli Stati Uniti, situato nella Contea di Benson nello Stato del Dakota del Nord. Nel censimento del 2000 la popolazione era di 498 abitanti. La città è stata fondata nel 1901.

## Geografia fisica
Secondo i rilevamenti dell'United States Census Bureau, la località di Maddock si estende su una superficie di 2,30 km², tutti occupati da terre.

## Popolazione
Secondo il censimento del 2000, a Maddock vivevano 491 persone, ed erano presenti 127 gruppi familiari. La densità di popolazione era di 218 ab./km². Nel territorio comunale si trovavano 276 unità edificate. Per quanto riguarda la composizione etnica degli abitanti, il 99,60% era bianco, lo 0,20% era nativo, e lo 0,20% apparteneva ad altre razze. La popolazione di ogni razza ispanica corrispondeva allo 0,20% degli abitanti.
Per quanto riguarda la suddivisione della popolazione in fasce d'età, il 16,9% era al di sotto dei 18, il 3,0% fra i 18 e i 24, il 20,5% fra i 25 e i 44, il 18,9% fra i 45 e i 64, mentre infine il 40,8% era al di sopra dei 65 anni di età. L'età media della popolazione era di 53 anni. Per ogni 100 donne residenti vivevano 85,1 maschi.